# Kõvera
Koordinaten: 57° 54′ N, 27° 31′ O
Kõvera ist ein Dorf (estnisch küla) im Südosten Estlands. Es gehört zur Landgemeinde Võru im Kreis Võru (bis 2017 Landgemeinde Orava im Kreis Põlva).

## Beschreibung
Das Dorf hat sieben Einwohner (Stand 31. Dezember 2011).
In der Nähe des Ortskerns liegt der 12,1 Hektar große See Kõvera järv. Er ist bis zu fünfzehn Meter tief.